# Serwaru

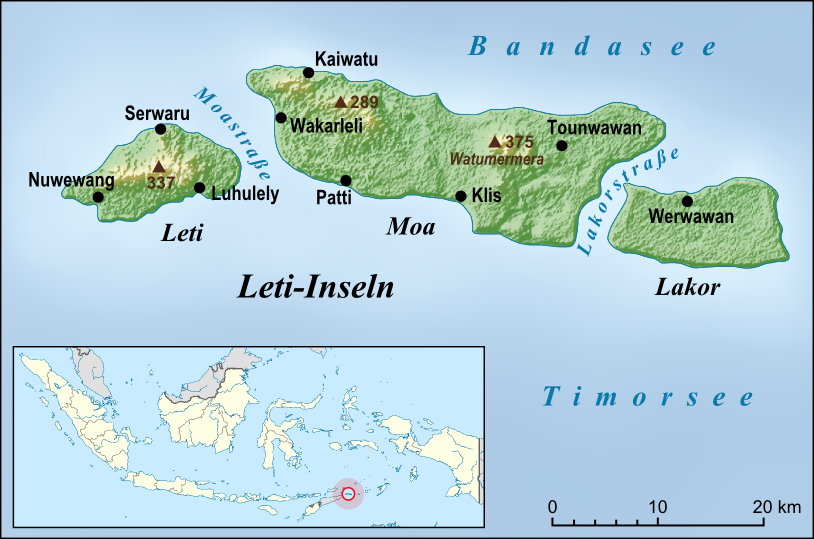
Die Leti-Inseln

Serwaru ist der Hauptort der indonesischen Insel Leti. Der Ort liegt an der zur Bandasee zugewandten Nordküste der Insel.
Serwaru ist der Hauptort des Kecamatans Leti Moa Lakor (Kabupaten Maluku Barat Daya, Provinz Maluku).